# Reisserita latiusculella
Reisserita latiusculella är en fjärilsart som beskrevs av Henry Tibbats Stainton 1867. Reisserita latiusculella ingår i släktet Reisserita och familjen äkta malar.
Artens utbredningsområde är Syrien. Inga underarter finns listade.